# Accademia israeliana delle scienze e delle lettere

Il logo dell'Accademia

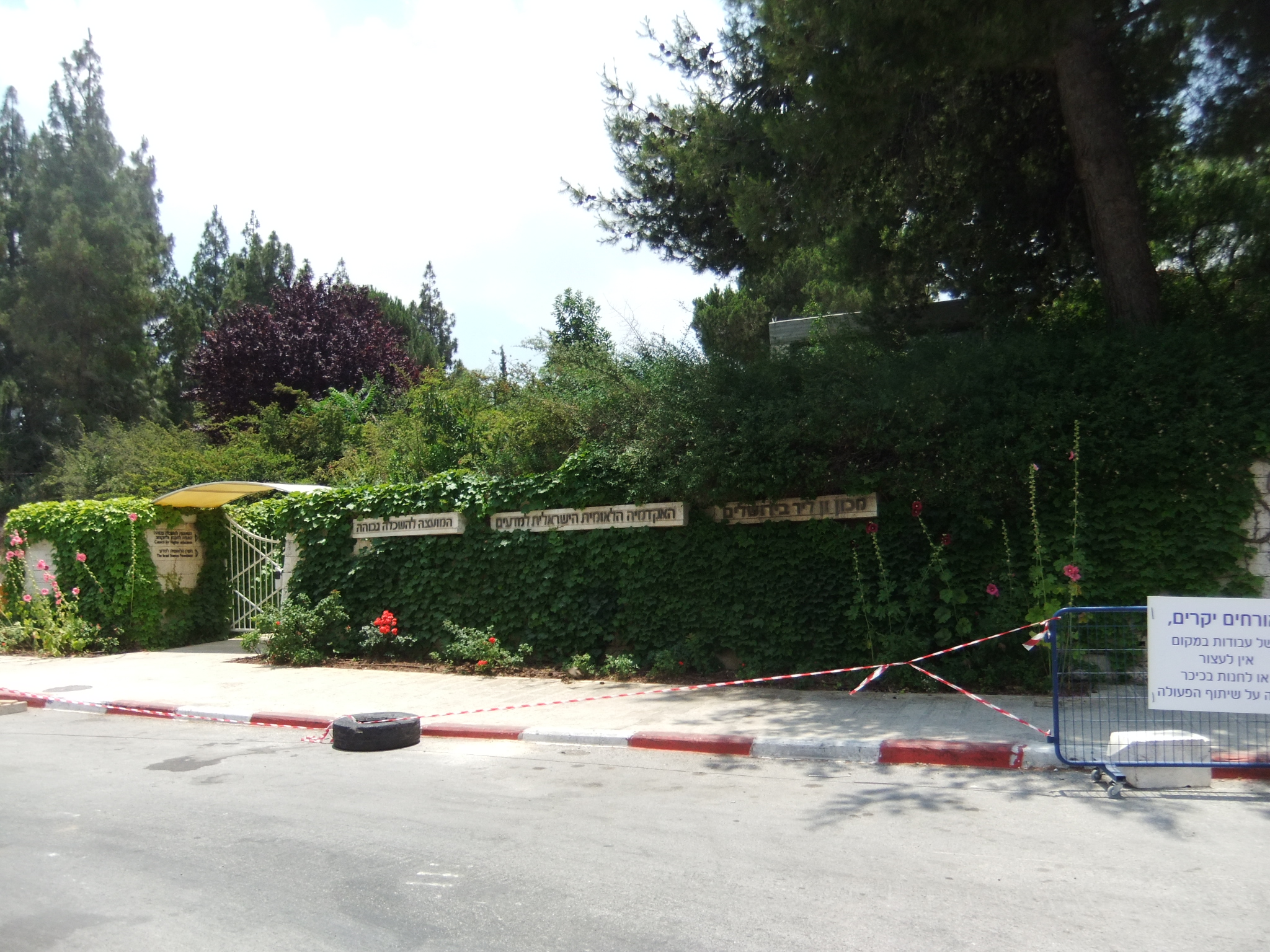
L'ingresso dell'Accademia

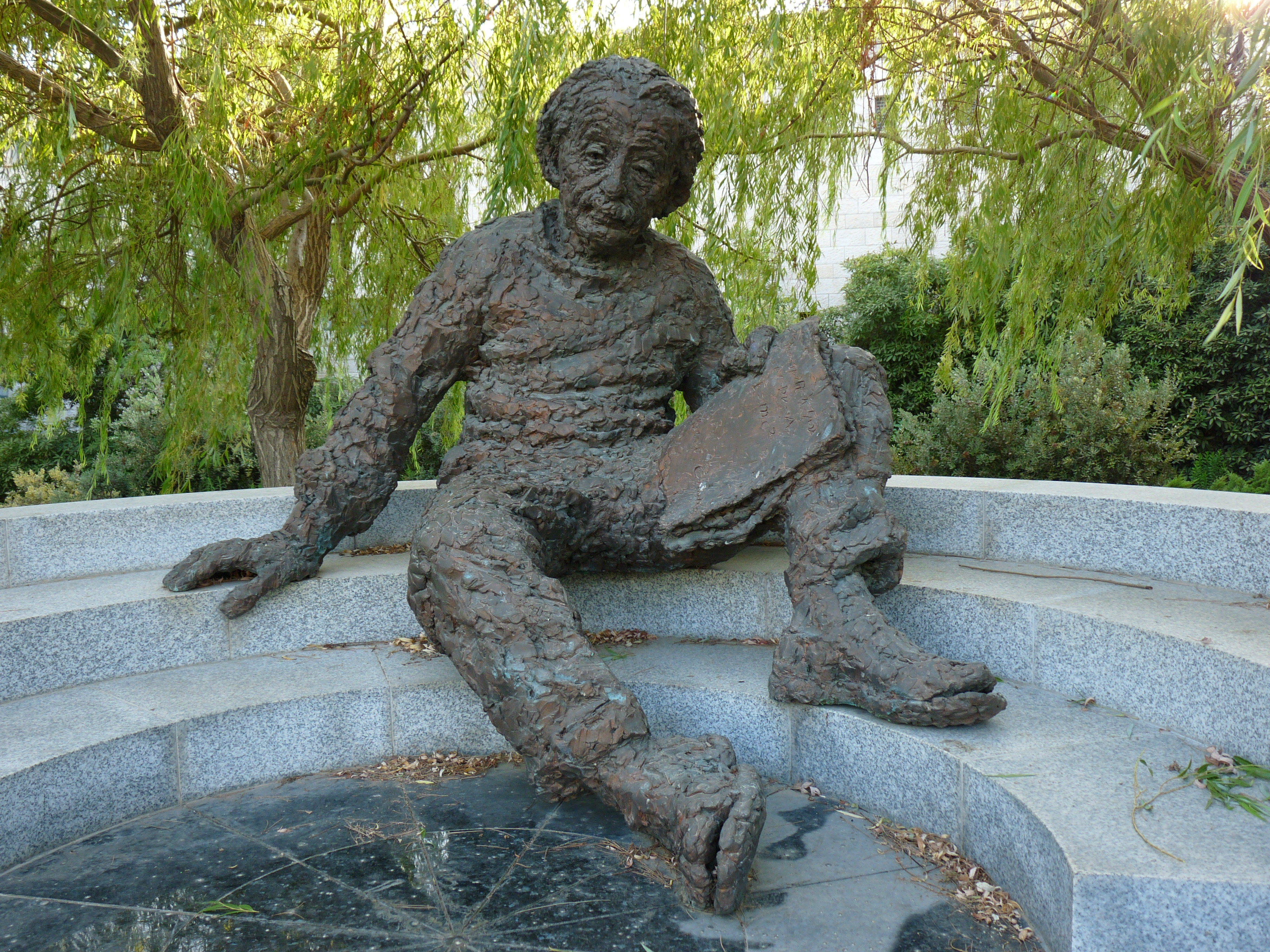
Statua di Albert Einstein

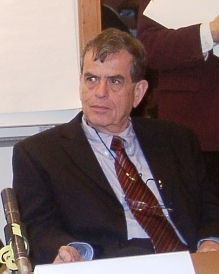
Il Premio Nobel Aaron Ciechanover

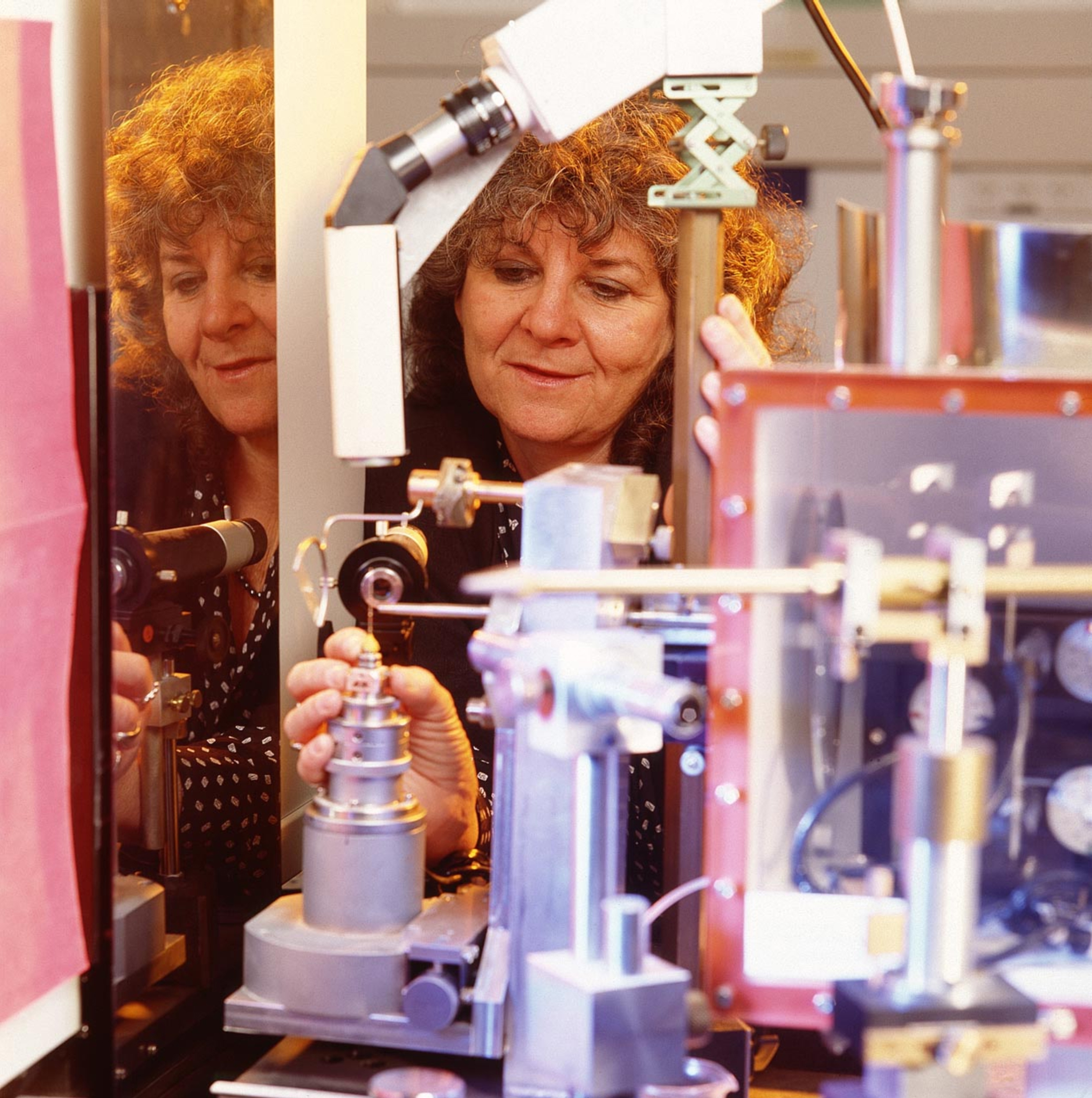
Il Premio Nobel Ada Yonath al Weizmann Institute of Science

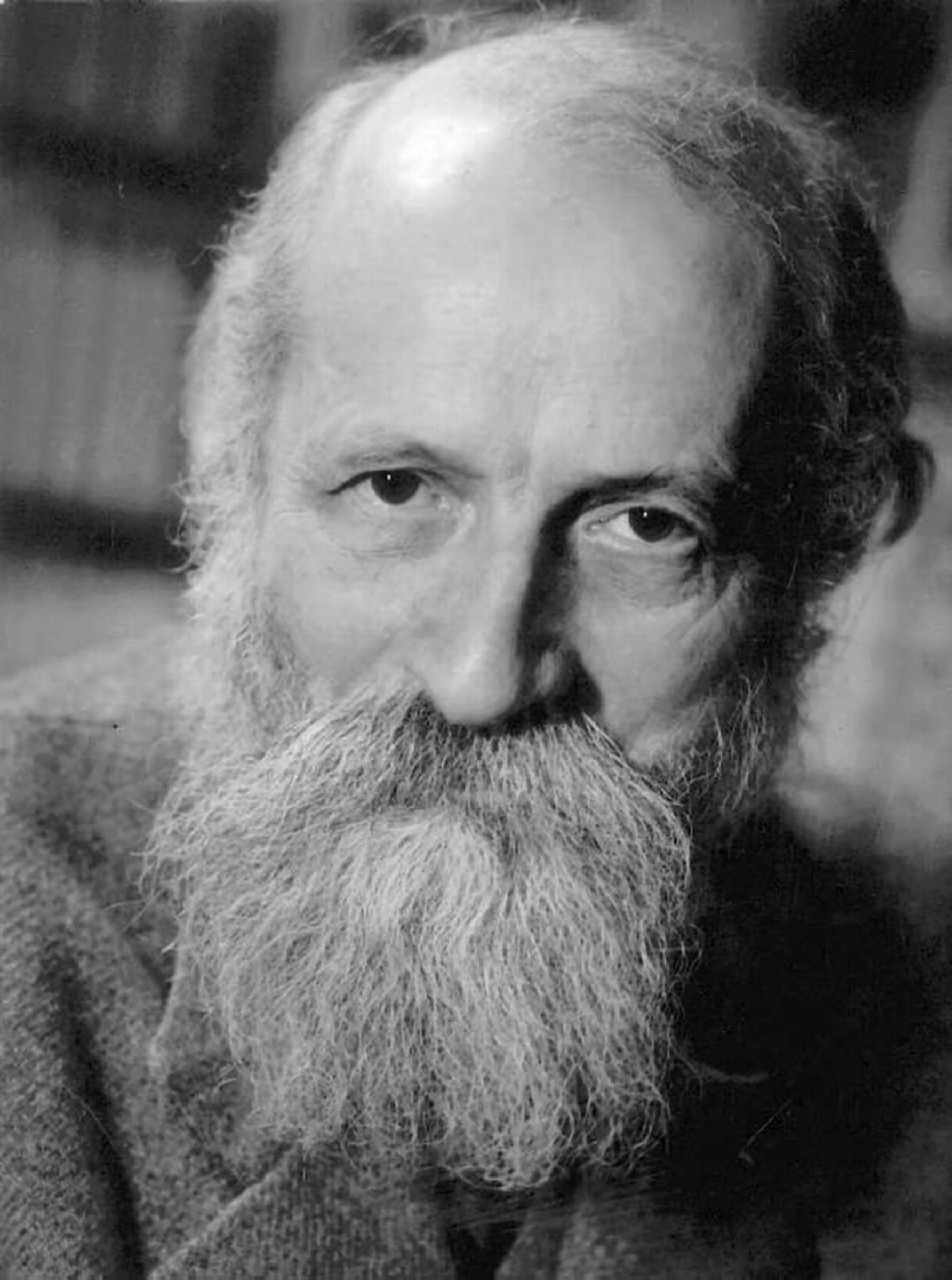
Martin Buber

L'Accademia israeliana delle scienze e delle lettere, con sede a Gerusalemme, è stata costituita nel 1961 da parte dello Stato di Israele per promuovere le scienze, per consigliare il governo su progetti di ricerca di importanza nazionale e per promuovere l'eccellenza. Essa comprende 102 fra i più illustri studiosi di Israele. L'accademia ha sede nei pressi della residenza ufficiale del presidente di Israele.
In ambito scientifico finanzia progetti sulla geologia, la flora e la fauna locale, e facilita la partecipazione di scienziati israeliani in progetti internazionali di ricerca, come per esempio nella fisica delle particelle presso il CERN e la radiazione da sincrotrone all'European synchrotron radiation facility. Israele ha una delle più alte concentrazioni di scienziati ed ingegneri del mondo e finanzia una quantità di premi prestigiosi nelle scienze, tra cui il Premio Alon.
Nelle scienze umane la ricerca è volta principalmente allo studio del Tanakh (Bibbia ebraica) e del Talmud, della storia, della filosofia, dell'arte ebraica, della lingua ebraica e della letteratura ebraica.
L'accademia gestisce un fondo per delle borse di studio intitolate a Albert Einstein, che hanno lo scopo di favorire i rapporti tra gli scienziati di tutto il mondo e la comunità accademica israeliana. Gestisce l'Israel Science Fund, con un budget annuale di 53 milioni di dollari e una serie di fondi per la ricerca sulla base di sovvenzioni da parte del Fondo Adler per la ricerca spaziale, della Fondazione Wolf e del Fondo Fulks per la ricerca medica. L'Accademia gestisce anche il Centro accademico di Israele al Cairo, che assiste gli studiosi israeliani in Egitto e facilita la collaborazione con docenti universitari egiziani.
L'Accademia ha lo status di osservatore presso la Fondazione europea per la scienza e gestisce programmi di scambio con la Royal Society, la British Academy, l'Accademia svedese e il National Research Council di Singapore.

## Membri (parziale)
(passati e presenti)
- Yakir Aharonov, fisica
- Noga Alon, matematica
- Ruth Arnon, immunologia
- Robert Aumann, matematica, Premio Nobel per l'economia (2005)
- Jacob Bekenstein,	fisica
- Howard Cedar, biochimica, genetica molecolare
- Aaron Ciechanover, biochimica, Premio Nobel per la chimica (2004)
- Shmuel Eisenstadt, sociologia
- Adolf Abraham Halevi Fraenkel, matematica
- Yohanan Friedmann, islamismo
- Hillel Furstenberg, matematica (Premio Wolf 2006)
- Saul Lieberman, filosofia (Premio Israele)
- Avram Hershko, biochimica, Premio Nobel per la chimica (2005)
- Ephraim Katzir, biofisica (Presidente di Israele 1973-1978)
- Alexander Levitzki, biochimica
- Raphael Mechoulam, chimica
- Yuval Ne'eman, astrofisica
- Shlomo Pines, filosofia
- Hans Jakob Polotsky, linguistica/egittologia
- Michael Rabin, matematica (Premio Turing)
- Nathan Rosen, fisica
- Leo Sachs, biologia (Premio Wolf)
- Adi Shamir, matematica/informatica
- Gershom Scholem, mistica ebraica
- Il'ja Pjateckij-Šapiro, matematica
- Dan Shechtman, ingegneria, Premio Nobel per la chimica (2011, e Premio Wolf per la fisica 1999)
- Saharon Shelah, matematica
- Hayim Tadmor, assiriologia
- Ada Yonath, chimica, Premio Nobel per la chimica (2009 e Premio Wolf per la chimica 2006)
- Jacob Ziv, ingegneria/informatica
- Michael Zohary, botanica
- Bernhard Zondek, ginecologia/ostetricia

### Presidenza dell'Accademia
| Presidente       | periodo     |  |
| ---------------- | ----------- |  |
| Martin Buber     | 1960 – 1962 |  |
| Aharon Katzir    | 1962 – 1968 |  |
| Gershom Scholem  | 1968 – 1974 |  |
| Aryeh Dvoretzky  | 1974 – 1980 |  |
| Ephraim Urbach   | 1980 – 1986 |  |
| Joshua Jortner   | 1986 – 1995 |  |
| Jacob Ziv        | 1995 – 2004 |  |
| Menahem E. Yaari | 2004 – 2010 |  |
| Ruth Arnon       | 2010 – 2015 |  |
| Nili Cohen       | 2015 –      |  |